# Баранов В'ячеслав Васильович
В'ячеслав Васильович Баранов (Вячеслав Васильевич Баранов) (5 вересня 1958, Кишинів — 20 червня 2012, Москва) — радянський і російський кіноактор, майстер дубляжу.

## Біографія
Народився 5 вересня 1958 року в Кишиневі, ріс на Далекому Сході. Батько — Василь Омелянович Баранов (1936—2017) був робітником, служив в армії. Мати — Галина Харитонівна Баранова (1937—1996) — була домогосподаркою. Зніматися в кіно почав ще школярем. Зокрема, зіграв роль хулігана Мишка Квакіна в екранізації повісті Аркадія Гайдара «Тімур та його команда».
У 1979 році закінчив ВДІК (майстерня Т. М. Ліознової та Л. О. Куліджанова).
Активно знімався у 1980-ті роки. Знявся у низці стрічок українських кіностудій. 
Після розпаду СРСР поступово почав втрачати попит і пішов у дубляж. Хоча він рідко озвучував великі ролі, епізодичні персонажі у його виконанні завжди залишалися поміченими. 
У 1990-ті роки багато працював на студії «Варус-Відео». Особливо відомий майстерним озвучуванням Ґолума в трилогії Пітера Джексона «Володар кілець», а також дублюванням ролей Джекі Чана та Джима Керрі у низці фільмів. Серед його останніх робіт: Джарвіс у Кінематографічному всесвіті Marvel, доктор Емметт «Док» Браун у трилогії «Назад у майбутнє» та багато інших.
Актор брав активну участь в озвучуванні мультфільмів та комп'ютерних ігор: його голосом говорить Барт Сімпсон і половина чоловічих персонажів у перших восьми сезонах «Сімпсонів».
Також Баранов нерідко виступав як режисер дубляжу та автор синхронних текстів.
Помер у Москві на 54-му році життя 20 червня 2012 від раку нирки. 22 червня 2012 року після церемонії прощання з актором тіло було кремоване, а урна з прахом похована того ж дня на Хованському цвинтарі в Москві поряд з матір'ю (північна територія, ділянка № 266).

## Особисте життя
У 1983 році на зйомках фільму «Клітка для канарок» Баранов познайомився з актрисою Євгенією Добровольською, з якою одружився. У 1986 році в них народився син Степан. Але через рік подружжя розлучилося.
Вдруге В'ячеслав Баранов одружився 1993 року з Іриною Павленко, з якою прожив до кінця 2000-х років.

## Кінопремія
- Приз Молодіжного Всесоюзного фестивалю у номінації «Найкраща чоловіча роль» у фільмі Аркадія Сіренка «Двічі народжений» (1983)

## Фільмографія
- «Пригоди в місті, якого немає» (1974, Гаврош (озвучила Агарь Власова)
- «Що з тобою коїться?» (1975, Митя Громов)
- «Тимур і його команда» (1976, Мишко Квакін; Одеська кіностудія)
- «Розклад на післязавтра» (1978, Віктор Ковальов, десятикласник, президент шкільного НТТ (науково-технічного товариства)
- «Коник» (1978, Міша, абітурієнт)
- «Дюма на Кавказі» (1979, поручик)
- «До побачення, літо...» (1980, Саша Крилов)
- «Карнавал» (1981, Женя)
- «Вірний засіб» (1981, к/м, інспектор ДАІ)
- «Наказ: перейти кордон» (1982, рядовий Євдокімов)
- «Професія — слідчий» (1982, Павло Андрійович Комкін)
- «Клітка для канарок» (1983, Віктор)
- «Двічі народжений» (1983, Андрій Булигін)
- «Тепло рідного дому» (1983, Мишко, наречений Люби, тракторист, демобілізований десантник; Одеська кіностудія)
- «Коли грали Баха» (1983, к/м)
- «Йшов четвертий рік війни...» (1983, розвідник Птахін)
- «Вибач нас, перше кохання» (1984, Андросик, кіномеханік, однокласник Кості)
- «Лев Толстой» (1984, Валентин Булгаков, секретар Толстого)
- «Гостя з майбутнього» (1984, Едуард Олександрович («Ілля Муромець»), вчитель фізкультури)
- «Батальйони просять вогню» (1985, лейтенант Єрошин)
- «Повернення Будулая» (1985, шофер)
- «Салон краси» (1985, Сергій, наречений Каті)
- «Секунда на подвиг» (1985, Пєчкін)
- «В одне єдине життя» (1986, Семен Лубенцов; Одеська кіностудія)
- «Образа» (1986, Анатолій, ревізор)
- «Плюмбум, або Небезпечна гра» (1986, хуліган)
- «Розмах крил» (1986, Дмитро Кисельов, бортмеханик; Одеська кіностудія)
- «Розірване коло» (1987, Митя Березін, експедитор)
- «Стара абетка» (1987, учитель)
- «Іван Великий» (1987, зв'язківець роти)
- «Лілова куля» (1987, Зелений)
- «В далеку путь» (1989, к/м, син; Кіностудія ім. О. Довженка)
- «Рокова помилка» (1988, Сільверстов, поранений в госпіталі)
- «Блазень» (1988, Ігорьок, друг Богданової)
- «В Альдебаран!» (1989, к/м, Геннадій Пересухін; Одеська кіностудія)
- «Ночувала хмаринка золота...» (1989, Ілля, колишній кримінальник, провідник поїзда, сусід колоністів)
- «Погань» (1990, Омелян Фонарьов; Кіностудія ім. О. Довженка)
- «Яри» (1990, Дмитро Кисельов, бортмеханик; Одеська кіностудія)
- «Яма» (1990, епізод; Кіностудія ім. О. Довженка)
- «Ва-же-лі»/(рос.) / «Ры-ча-ги» (1990, к/м; Сергій; Одеська кіностудія)
- «Заряджені смертю» (1991, «Півень» (Костянтин Іванович Уваров)
- «Три дні поза законом» (1992, Костя, тракторист, односельець Андрія Вавілова)
- «Коханці грудня» (1992, Казахстан)
- «Загін „Д“» Степан (1993, Степан)
- «Твоя воля, Господи!» (1993, Дмитро Сморчков)
- «Транзит для диявола» (1999, Іван Рогожкін)
- «Next 2» (2002, букініст)
- «Діти Арбата» (2004, т/с, капітан, командир автороти)
- «Чорна богиня» (2005, т/с, лікар)
- «Три крапки» / рос. «Многоточие» (2006, майстер цеху)
- «Справа була в Гаврилівці» (2007, т/с, Єрохін)
- «Іван Грозний» (2009, т/с, Іван Шуйський)
- «Подія» (2009, Іван Іванович Шель, власник збройової крамниці)
- «Ранетки» (2009—2010, т/с,  Юрій Олексійович Петров)
- «Елізіум» (2010, мужик)
- «Будинок зразкового змісту» (2010)
- «Останній акорд» (2010, Юрій Олексійович Петров, батько Тоні)
- «Сьомін. Відплата» (2013, „Алхімік“, людина Савла (роль озвучена іншим актором) та ін.

## Озвучування
Фільми:
- 1979 — «Клуб самогубців, або Пригоди титулованої особи» — Перкінс
- 1980 — «Пригоди Шерлока Холмса і доктора Ватсона» — сер Рональд Адер
- 1984 — «Поки не випав сніг...» — Микола, син Лариси та Михайла
- 1984 — «На мить озирнутися...» — Микола Корнєйчуков
- 1985 — «Поїзд поза розкладом» — Олексій Нечаєв
- 1986 — «Джура — мисливець з Мін-Архара» — «Джура»
- 1987 — «Запам'ятайте мене такою» — Олег, син Маші
- 1988 — «Стукач» — Павло Восковий
- 1988 — «Цуценя» (Одеська кіностудія) — Микола Ольховников
- 1989 — «У бору брусниця» — Олексій, син Єгорова
- 1991 — [«[Кур'єр на Схід]]» — Вовчик
- 1993 — «Дафніс і Хлоя» — «Дафніс»
- 1996 — «Під знаком Скорпіона» — Максим Пєшков
- 2002 — «Next 2» — ряд епізодичних персонажів

Мультфільми:
- 1997 — 1999 — «Незнайко на Місяці» — один з відвідувачів веселого балаганчика і 3-й в'язень (Перший день на Місяці) / Жадинг (Великий Бредлам і Знайка поспішає на допомогу) / один із голосів у натовпі (Великий Бредлам) / господар веселого балаганчика (Незнайка шукає роботу) / лунатик, що помітив ракету (Знайка поспішає на допомогу)
- 2001 — «Я люблю мультфільми. Пілотні випуски» — Шеф